# Reut

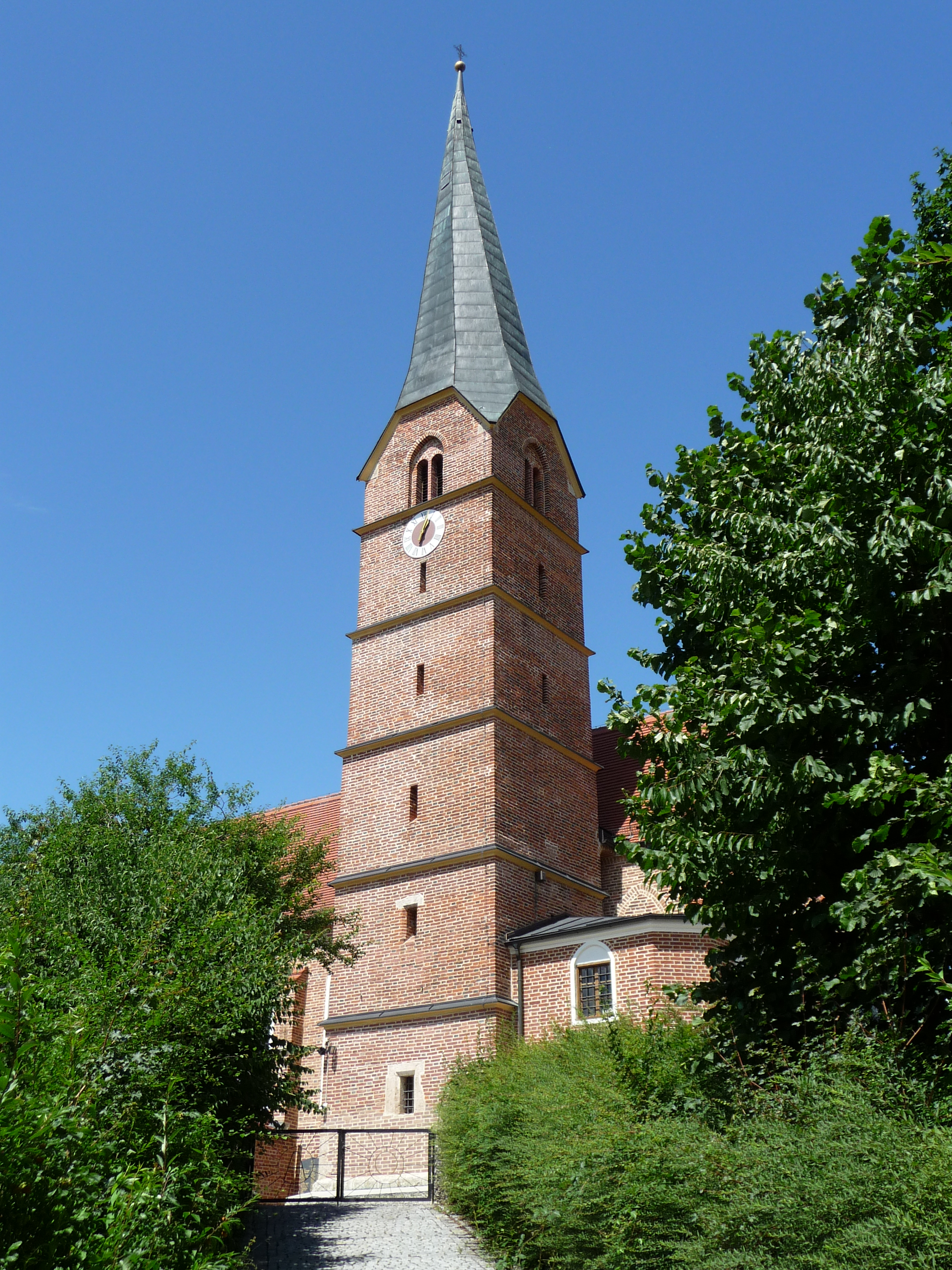
Die Pfarrkirche St. Stephanus

Reut ([ʁɔɪ̯t] ) ist eine Gemeinde im niederbayerischen Landkreis Rottal-Inn. Die Gemeinde ist Mitglied der Verwaltungsgemeinschaft Tann.

## Geografie

### Geografische Lage
Reut liegt in der Region Rottal-Inn inmitten typisch niederbayerischer Hügellandschaft etwa 9 km nördlich von Simbach bzw. 10 km von Braunau, 15 km südlich der Kreisstadt Pfarrkirchen, 20 km südöstlich von Eggenfelden sowie 25 km nordöstlich von Burghausen. Die nächstgelegenen Bahnstationen an der Bahnstrecke München–Simbach sind Simbach (10 km entfernt) und Julbach (13 km entfernt).

### Gemeindegliederung
Es gibt 107 Gemeindeteile:
- Aichbauer
- Alfrased
- Altfalterer
- Antenfuß
- Aschen
- Au
- Berg
- Bleichhäusl
- Blindenöd
- Blindenthal
- Blüml
- Braunsberg
- Bruckthal
- Brunnthal
- Buchberg
- Ebenhof
- Edermanning
- Egging
- Englschall
- Etzhäusl
- Fehring
- Feichten
- Finsterhub
- Gaisberg
- Garneck
- Geiger
- Geiwagn
- Gensleiten
- Göppl
- Großölbrunn
- Hafenöd
- Haghub
- Haid
- Hamersberg
- Hammersberg
- Hennersberg
- Hinternberg
- Hörathal
- Hub
- Hurnaus
- Klebing
- Kleinölbrunn
- Klöbl
- Knogl
- Kronhub
- Lehner a.Mühlberg
- Lehrl
- Leiten
- Madl
- Maier a.Hof
- Manigold
- March b.Reut
- Meiseneck
- Mittertaubenbach
- Mundsberg
- Niedernberg
- Noppling
- Nußbaum
- Obenhub
- Obergutat
- Obermühle
- Oberwimm
- Ölbrunn
- Osternberg
- Pfarrhof b.Reut
- Piering
- Poitner
- Priesting
- Prinz
- Randling
- Ranner
- Rappl
- Reinthal
- Reußen
- Reut
- Ritzing
- Sägmühle
- Schachten
- Schmidstöckl
- Schöderl
- Schönhub
- Schönstelzham
- Schredl
- Stalled
- Starler
- Staudenpoint
- Stilk
- Straß b.Reut
- Tannberg
- Tannenbach
- Taubenbach
- Wadelsberg
- Wagenöd
- Walch
- Weiermaier
- Weiß
- Weißenhof
- Wiesenberg
- Willenbach
- Wimpassing
- Winichen
- Winkelmühle
- Wintersteig
- Wolfsbühl
- Zelger
- Zoglau
- Zweckberg

Der Gemeindeteilname Berghäuser wurde vom Landratsamt Rottal-Inn mit Bescheid vom 2. Februar 2010 aufgehoben.
Es gibt die Gemarkungen Randling, Reut und Taubenbach.

## Geschichte

### Bis zur Gemeindegründung
Der häufige Name Reut ist schwierig zuzuordnen. Dieses Reut dürfte erstmals in einer Urkunde aus dem Jahre 1413 als jm Rawt genannt sein. Es liegt althochdeutsch riuti (‚Rodung‘) zugrunde, vgl. -reuth.
Reut gehörte zum Rentamt Burghausen und zum Landgericht Julbach des Kurfürstentums Bayern. Im Zuge der Verwaltungsreformen in Bayern entstand mit dem Gemeindeedikt von 1818 die Gemeinde Reut.

### 20. Jahrhundert
Am 1. Januar 1904 wurde die Gemeinde Reut durch Ausgliederung aus der Gemeinde Eggstetten neu gebildet. Die heutige Gemeinde ist das Ergebnis des Zusammenschlusses der Gemeinden Taubenbach, Reut und Randling im Zuge der Gebietsreform in Bayern, die am 1. April 1971 in Kraft trat. Hierbei wurde gleichzeitig eine Verwaltungsgemeinschaft mit der Gemeinde Tann gebildet. Größte Ortschaften der ländlich geprägten Gemeinde sind Taubenbach, Reut und Noppling. Die Gemeinde Reut hat 1698 Einwohner und eine Fläche von 30,75 km².
Am 1. Januar 1980 wurden die Gemeindeteile Breitenberg, Eichhornseck und Stieglhäusl mit zusammen etwas weniger als 100 Einwohnern in den Markt Tann umgegliedert.

### Einwohnerentwicklung
Zwischen 1988 und 2018 wuchs die Gemeinde von 1601 auf 1696 um 95 Einwohner bzw. um 5,9 %.
| Jahr      | 1961 | 1970 | 1987 | 1991 | 1995 | 2000 | 2005 | 2010 | 2015 | 2020 |
| --------- | ---- | ---- | ---- | ---- | ---- | ---- | ---- | ---- | ---- | ---- |
| Einwohner | 1744 | 1722 | 1599 | 1650 | 1674 | 1776 | 1798 | 1815 | 1698 | 1678 |

## Politik

### Bürgermeister
Seit dem 1. Mai 2020 ist Alois Alfranseder (CSU/Freie Liste Reut) Erster Bürgermeister. Er folgt auf Altbürgermeister Otto Haslinger.

### Gemeinderat
Der Rat der Gemeinde Reut setzt sich aus zwölf Mitgliedern zusammen, die seit der Kommunalwahl 2020 alle dem gemeinsamen Wahlvorschlag der CSU und der Freien Liste Reut angehören.

## Wappen
| Wappen Gemeinde Reut | Blasonierung: „In Blau schräg gekreuzt eine goldene Lanze mit Wimpel und ein goldener Hirtenstab, überdeckt von einer goldenen Rodungshaue (Reute).“ |
| Wappen Gemeinde Reut | |

## Kultur und Sehenswürdigkeiten
Die spätgotische Pfarrkirche St. Stephanus wurde 1895 erweitert. Sie hat eine barocke Ausstattung.
Die Wallfahrtskirche St. Alban in Taubenbach bildet zusammen mit dem Pfarrhof ein spätgotisches Ensemble. Den Hochaltar der Kirche gestalteten die Gebrüder Zürn. In der Umgebung von Taubenbach bestehen Wanderwege.

## Wirtschaft und Infrastruktur

### Wirtschaft einschließlich Land- und Forstwirtschaft
Es gab im Jahr 2020 nach der amtlichen Statistik 110 sozialversicherungspflichtig Beschäftigte am Arbeitsort. Sozialversicherungspflichtig Beschäftigte am Wohnort gab es insgesamt 710. Im verarbeitenden Gewerbe gab es keine, im Bauhauptgewerbe drei Betriebe. Zudem bestanden im Jahr 2016 66 landwirtschaftliche Betriebe mit einer landwirtschaftlich genutzten Fläche von 1564 ha, davon waren 1119 ha Ackerfläche und 445 ha Dauergrünfläche.

### Bildung
Es gibt folgende Einrichtungen (Stand 2021):
- eine Kindertageseinrichtung: 59 Kindergartenplätze mit 52 Kindern (erbaut 1993)
- eine Volksschulen: zwei Lehrer und 46 Schülern